# غيورغ نيدرماير
غيورغ نيدرميير (بالألمانية: Georg Niedermeier) (مواليد 26 فبراير 1986 في ميونخ - ألمانيا الغربية) لاعب كرة قدم ألماني يلعب حاليا لصالح نادي الدرجة الأولى شتوتغارت الألماني منذ 2009 في مركز قلب الدفاع .

## روابط خارجية
- غيورغ نيدرماير على موقع قاعدة بيانات كرة القدم.إي يو (الإنجليزية)
- غيورغ نيدرماير على موقع بيانات كرة القدم. دي إي (الألمانية)
- غيورغ نيدرماير على موقع Soccerway.com (الإنجليزية)
- غيورغ نيدرماير على موقع عالم كرة القدم.نت (الإنجليزية)
- غيورغ نيدرماير على موقع كووورة
- غيورغ نيدرماير على موقع AS.com (الإسبانية)